# Фарамунд (епископ Кёльна)
Фарамунд (Фарамонд; лат. Faramundus или Faramondus; умер в 721 или 723) — епископ Кёльна (711/716—721/723).

## Биография
Фарамунд — один из многих кёльнских епископов VI—VIII веков, о которых почти ничего не известно. Не сохранилось никаких сведений ни о его происхождении, ни о ранних годах жизни. В средневековых списках глав Кёльнской епархии, наиболее ранний из которых создан между 870 и 886 годами, Альдуин указан как преемник епископа Анно I и предшественник епископа Агилольфа. В действительности же преемником Фарамунда был Альдуин. Нахождение Фарамунда на епископской кафедре Кёльна датируется приблизительно периодом с 711 или 716 года по 721 или 723 год.
При Фарамунде Кёльн был одним из городов Франкского государства, в которых происходили основные события охватившей в 714—719 годах страну гражданской войны. В состоявшемся здесь в 716 году сражении фризы победили австразийцев Карла Мартелла. В Кёльне же в 717 году умерла вдова Пипина Геристальского Плектруда: она была похоронена в находившейся в городе церкви Святой Марии.